# Управління станом масиву гірських порід
Управління гірничим тиском, управління станом масиву гірських порід — сукупність заходів з регулювання проявів гірничого тиску в робочому просторі очисної виробки та в підготовчих гірничих виробках з метою забезпечення безпеки, розмірів перетину й необхідних виробничих умов. Ці заходи зводяться до вибору раціональних способів охорони та кріплення гірничих виробок, а також до запобігання масовим обваленням бокових порід, гірничим ударам та викидам вугілля й газу.
Застосовуються такі способи управління покрівлею в лаві: повне обвалення, плавне опускання, залишення ціликів, повна або часткова закладка, часткове обвалення. У.г.т. в умовах підготовчих виробок передбачає прогнозування проявів гірничого тиску та забезпечення відповідної форми, розмірів, несучої спроможності та жорсткості (піддатливості) кріплення, швидке введення його в роботу (взаємодію з породним масивом), підсилення (у разі необхідності), а також способи розвантаження оточуючого масиву від напружень і зміцнення його ін'єкцією скріплюючих сумішей, анкерами тощо. При відкритій розробці У.г.т. полягає переважно у визначенні й забезпеченні кутів укосів, що виключають можливість їх сповзання.